# Grand Prix de Tennis de Toulouse 1994
Il Grand Prix de Tennis de Toulouse 1994  è stato un torneo di tennis giocato sul cemento. È stata la 13ª edizione del Grand Prix de Tennis de Toulouse, che fa parte della categoria World Series nell'ambito dell'ATP Tour 1994. Il torneo si è giocato a Tolosa in Francia, dal 3 al 9 ottobre 1994.

## Campioni

### Singolare maschile
Magnus Larsson ha battuto in finale  Jared Palmer con il punteggio di 6–1, 6–3

### Doppio maschile
Menno Oosting /  Daniel Vacek hanno battuto in finale  Patrick McEnroe /  Jared Palmer con il punteggio di 7–6, 6–7, 6–3